# Tobias Haaks
Tobias Haaks (* 1979 in Augsburg) ist ein deutscher Opern-, Operetten-, Lied- und Oratoriensänger (Tenor).

## Leben
Seine musikalische Ausbildung begann im Alter von acht Jahren bei den Augsburger Domsingknaben, wo sein musikalisches Talent entdeckt und gefördert wurde. Seine ersten Auftritte auf der Opernbühne erfolgten im Alter von elf Jahren als erster Knabe in Mozarts Zauberflöte am Staatstheater am Gärtnerplatz und am Theater Augsburg.
Nach dem Abitur am Gymnasium bei St. Stephan in Augsburg nahm er ein Gesangsstudium an der Hochschule für Musik Nürnberg-Augsburg bei Fenna Kuegel-Seifried auf.
Zum Wintersemester 2004/05 wechselte Haaks an die Hochschule für Musik und Theater München und wurde dort in die bayerische Theaterakademie August Everding aufgenommen. Nach dem Diplom vollzog er seinen Fachwechsel zum Tenor. Bis zu diesem Zeitpunkt war er Bariton. Er schloss sein Studium mit dem Meisterklassendiplom in Opern- und Konzertgesang ab. Zusätzlich dazu erwarb er sich ein Gesangslehrerdiplom an der Musikhochschule Nürnberg-Augsburg. Er vervollständigte seine Ausbildung in Meisterkursen bei Brigitte Fassbaender, Rudolf Piernay, Kurt Widmer und András Schiff.
Während seines Studiums gastierte er am Staatstheater am Gärtnerplatz als Caramello in Strauss’ Eine Nacht in Venedig und am Nationaltheater Mannheim als Gastone in Verdis La traviata.
2007 sang Haaks zum ersten Mal den Max in Webers Freischütz (der zu seiner Paradepartie werden sollte), im Rahmen der Kammeroper Schloss Rheinsberg.
Direkt im Anschluss an sein Studium im Sommer 2008 wurde er Mitglied des Ensembles des Staatstheaters Braunschweig. Er blieb für fünf Spielzeiten dort und interpretierte dort Partien des lyrischen, aber auch des jugendlich-heldischen Fachs – unter anderem wiederum den Max, Hans in Smetanas Die verkaufte Braut, Tamino und den Steuermann in Wagners Der fliegende Holländer, aber auch Operettenpartien wie den Baldwin in Strauss’ Wiener Blut oder den Alfred in der Fledermaus.
Im Sommer 2011 gab Haaks sein Debüt bei den Schweriner Schlossfestspielen als Max.
In den Spielzeiten von 2013 bis 2018 war er als erster Tenor am Stadttheater Bremerhaven engagiert. Dort widmete er sich der Entwicklung hin zum jugendlichen Heldenfach und gestaltete wiederum den Max, den Erik in Wagners Fliegendem Holländer, die Titelpartie in Verdis Don Carlo, den Lenski in Tschaikowskis Eugen Onegin und den Florestan in Beethovens Fidelio. Aber auch Operetten und selten gespielte und moderne Opern fanden den Weg in sein Repertoire,  z. B. der Graf Tassilo in Kálmáns Gräfin Mariza, Eisenstein in Strauss’ Fledermaus, Anatol in Barbers Vanessa, Bruno in Goldschmidts Der gewaltige Hahnrei, Dr. S in Nymans Der Mann der seine Frau mit einem Hut verwechselte und der zweite Tenor in Eötvös’ Der goldene Drache.
Während dieser Zeit ergaben sich Gelegenheiten zu Gastspielen und so gab Haaks 2016 sein Debüt am Theater Koblenz als Sir Edgar Aubrey in Marschners Der Vampyr und im Winter 2017 am Musiktheater im Revier in Gelsenkirchen.
Mit Beginn der Spielzeit 2018/19 schloss er sich dem Ensemble des Theaters Koblenz an. Dort gestaltete er seitdem Partien wie den Parsifal in Wagners Parsifal, Tito Vespasiano in Mozarts La Clemenza di Tito, Bacchus und Strauss Ariadne auf Naxos und Mao-Zedong in Adams Nixon in China.
Im April 2024 gab Tobias Haaks sein äußerst erfolgreiches Debüt als Lohengrin in Wagners Lohengrin am Theater Hagen.
Neben seiner Tätigkeit auf der Opernbühne widmet sich Haaks auch dem Oratorien- und Liedgesang.
Im Oratorienfach singt er ein breit gestreutes Repertoire, aber sein besonderes Augenmerk liegt auf den Werken der Romantik. Die Werke Mendelssohns, aber auch Werke wie Verdis Requiem, Puccinis Messa di Gloria oder Dvořáks Stabat Mater gehören u. a. dazu. Lieder und Zyklen von Schubert, Schumann, Strauss, Wolf, Weill und Vaughan-Williams vervollständigen sein Repertoire.

## Repertoire (Auswahl)
- Beethoven: Fidelio – Florestan
- Goldschmidt: Der gewaltige Hahnrei – Bruno
- Hindemith: Cardillac – Der Kavalier
- Hindemith: Mathis der Maler – Hans Schwalb
- Humperdinck: Dornröschen – Prinz Rheinhold
- Kálmán: Die Csárdásfürstin – Edwin
- Kálmán: Gräfin Mariza – Tassilo
- Marschner: Der Vampyr – Sir Edgar Aubrey
- Mozart: Die Zauberflöte – Tamino
- Mozart: La Clemenza di Tito – Tito
- Nyman: Der Mann der seine Frau mit einem Hut verwechselte – Dr. S
- Smetana: Die verkaufte Braut – Hans
- Strauss: Die Fledermaus – Eisenstein/Alfred
- Tschaikowski: Eugen Onegin – Lenski
- Verdi: Don Carlo – Titelpartie
- Verdi: Otello – Cassio
- Wagner: Der fliegende Holländer – Erik
- Wagner: Lohengrin – Lohengrin
- Wagner: Parsifal – Parsifal
- Weber: Der Freischütz – Max